# Titularbistum Milevum
Milevum (auch Mileve, Meleu; italienisch Mideo) ist ein Titularbistum der römisch-katholischen Kirche.

## Geschichte
Das Titularbistum Milevum geht zurück auf einen ehemaligen Bischofssitz in der gleichnamigen antiken Stadt (heute Mila genannt) in Numidien, nordwestlich von Constantine, Algerien.
Mileve war spätestens seit dem 3. Jahrhundert Sitz christlicher Bischöfe, wobei zur Zeit des Donatismus teilweise sowohl ein Bischof der Donatisten wie auch einer der Katholiken in der Stadt residierte. Bedeutendster Inhaber des Bischofsstuhles war der Hl. Opatus von Mileve, welcher in den letzten Jahrzehnten des 4. Jahrhunderts dort als Bischof wirkte.
Faustus von Mileve, der eine bedeutende Rolle in der Geschichte des abendländischen Manichäismus spielt, wurde zwar in Mileve geboren, war jedoch nie Bischof dieser Stadt.
Im 9. Jahrhundert verschwanden unter dem Druck des Islam die letzten Reste des Christentums, seit dem Spätmittelalter wird der Sitz nur mehr als Titularbistum verliehen.

## Titularbischöfe
Unter den Titularbischöfen früherer Jahrhunderte ist Nicolas Bonet (auch Nicolaus Bonetus), OFM, der berühmte Chinamissionar und Teilnehmer der Gesandtschaft von Papst Benedikt XII. an Kublai Khan zu erwähnen, der nach seiner Rückkehr 1346 mit dem Titularbischofssitz von Mileve ausgezeichnet wurde.
| Titularerzbischöfe von Milevum seit 1672 |                                                     | |                    |                    |
| Nr.                                      | Name                                                | Amt | von                | bis                |
| 1                                        | Emmanuel a S. Ludovico OFM                          | Weihbischof in Goa (Portugiesisch-Indien) | 8. Februar 1672    |                    |
| 2                                        | Hyacinthus de Saldanha OP                           | Weihbischof in Goa (Portugiesisch-Indien) | 28. Februar 1675   |                    |
| 3                                        | Johann Ignaz Dlouhoveskyl                           | Weihbischof in Prag (Habsburgermonarchie) | 10. April 1679     | 10. Januar 1701    |
| 4                                        | Caius Asterius Toppi                                | | 15. November 1728  | 1754               |
| 5                                        | Antal Révay                                         | Weihbischof in Esztergom (Habsburgermonarchie)                                                                                                 | 20. Mai 1754       | 16. September 1776 |
| 6                                        | Wilhelm Joseph Leopold Willibald von Baden          | Weihbischof in Konstanz (Deutschland) | 12. Juli 1779      | 9. Juli 1798       |
| 7                                        | Angiolo Cesarini (Angelo Cesarini)                  | | 28. September 1801 | 7. Mai 1810        |
| 8                                        | Thomas Coen                                         | Koadjutorbischof von Clonfert (Irland) | 26. Januar 1816    | 9. Oktober 1831    |
| 9                                        | William Bernard Allen Collier OSB                   | Apostolischer Vikar vom Kap der guten Hoffnung (Südafrika)                                                                                     | 14. Februar 1840   | 17. Dezember 1847  |
| 10                                       | Jean-Marie Tissot MSFS                              | Apostolischer Vikar von Visakhapatnam (Britisch-Indien)                                                                                        | 6. August 1863     | 25. November 1886  |
| 11                                       | Charles Lavigne SJ                                  | Apostolischer Vikar von Kottayam (Britisch-Indien)                                                                                             | 13. September 1887 | 27. August 1898    |
| 12                                       | James Bellord                                       | Apostolischer Vikar von Gibraltar (Gibraltar)                                                                                                  | 5. Februar 1899    | 11. Juli 1905      |
| 13                                       | Giovanni Borzatti de Löwenstern                     | Weihbischof in Zadar (Österreich-Ungarn/Staat der Serben, Kroaten und Slowenen/Königreich der Serben, Kroaten und Slowenen/Königreich Italien) | 11. März 1907      | 17. Februar 1926   |
| 14                                       | Acacio Chacón Guerra Titularerzbischof pro hac vice | Koadjutorerzbischof von Mérida (Venezuela) | 10. Mai 1926       | 1. August 1927     |
| 15                                       | Anton Gisler                                        | Koadjutorbischof von Chur (Schweiz) | 20. April 1928     | 4. Januar 1932     |
| 16                                       | Jean-Félix de Hemptinne OSB                         | Apostolischer Vikar von Katanga (Belgisch-Kongo)                                                                                               | 25. März 1932      | 6. Februar 1958    |
| 17                                       | José Manuel Piña Torres                             | Weihbischof in Tepic (Mexiko) | 12. Mai 1958       | 7. Juli 1997       |
| 18                                       | Joseph Ignace Randrianasolo                         | Weihbischof in Antananarivo (Madagaskar) | 24. Oktober 1997   | 3. Juni 1999       |
| 19                                       | Joseph Chennoth Titularerzbischof pro hac vice      | Apostolischer Nuntius | 24. August 1999    | 8. September 2020  |
| 20                                       | Juan Carlos Arcq Guzmán                             | Weihbischof in Monterrey (Mexiko) | 17. Oktober 2020   | 8. Juni 2024       |
| 21                                       | Julien Kaboré Titularerzbischof pro hac vice        | Apostolischer Nuntius | 29. Juni 2024      |                    |